# Collegio uninominale Lombardia 2 - 02 (2017)
Il collegio elettorale uninominale Lombardia 2 - 02 è stato un collegio elettorale uninominale della Repubblica Italiana per l'elezione della Camera tra il 2017 ed il 2022.

## Territorio
Come previsto dalla legge elettorale italiana del 2017, il collegio era stato definito tramite decreto legislativo all'interno della circoscrizione Lombardia 2.
Era formato dal territorio di 60 comuni: Agra, Arcisate, Azzio, Barasso, Bedero Valcuvia, Besano, Bisuschio, Brenta, Brezzo di Bedero, Brinzio, Brissago-Valtravaglia, Brusimpiano, Cadegliano-Viconago, Cantello, Caravate, Casalzuigno, Casciago, Cassano Valcuvia, Castello Cabiaglio, Castelveccana, Cittiglio, Clivio, Cocquio-Trevisago, Comerio, Cremenaga, Cuasso al Monte, Cugliate-Fabiasco, Cunardo, Curiglia con Monteviasco, Cuveglio, Cuvio, Dumenza, Duno, Ferrera di Varese, Gavirate, Gemonio, Germignaga, Grantola, Induno Olona, Lavena Ponte Tresa, Laveno-Mombello, Luino, Luvinate, Maccagno con Pino e Veddasca, Malnate, Marchirolo, Marzio, Masciago Primo, Mesenzana, Montegrino Valtravaglia, Orino, Porto Ceresio, Porto Valtravaglia, Rancio Valcuvia, Saltrio, Sangiano, Tronzano Lago Maggiore, Valganna, Varese e Viggiù.
Il collegio era quindi interamente compreso nella provincia di Varese.
Il collegio era parte del Collegio plurinominale Lombardia 2 - 01.

## Eletti
| Elezione | Elezione | Deputato           | Gruppo parlamentare                  |
| -------- | -------- | ------------------ | ------------------------------------ |
|          | 2018     | Giuseppina Versace | Forza Italia - Berlusconi Presidente |

## Dati elettorali

### XVIII legislatura
Come previsto dalla legge elettorale, 232 deputati erano eletti con sistema a maggioranza relativa in altrettanti collegi uninominali a turno unico.
| Candidati              | Candidati                    | Voti    | %     | Liste                           | Voti    | %     |
| ---------------------- | ---------------------------- | ------- | ----- | ------------------------------- | ------- | ----- |
|                        | Giuseppina Versace ✔️ Eletto | 70 186  | 48,95 | Lega                            | 41 013  | 28,60 |
| Forza Italia           | Giuseppina Versace ✔️ Eletto | 70 186  | 48,95 | 21 135                          | 14,74   |       |
| Fratelli d'Italia      | Giuseppina Versace ✔️ Eletto | 70 186  | 48,95 | 5 596                           | 3,90    |       |
| Noi con l'Italia - UDC | Giuseppina Versace ✔️ Eletto | 70 186  | 48,95 | 2 442                           | 1,70    |       |
|                        | Vincenzo Salvatore           | 32 894  | 22,94 | Partito Democratico             | 27 496  | 19,18 |
| +Europa                | Vincenzo Salvatore           | 32 894  | 22,94 | 4 331                           | 3,02    |       |
| Italia Europa Insieme  | Vincenzo Salvatore           | 32 894  | 22,94 | 540                             | 0,38    |       |
| Civica Popolare        | Vincenzo Salvatore           | 32 894  | 22,94 | 527                             | 0,37    |       |
|                        | Valentina Licausi            | 31 099  | 21,69 | Movimento 5 Stelle              | 31 099  | 21,69 |
|                        | Davide Feleppa               | 3 429   | 2,39  | Liberi e Uguali                 | 3 429   | 2,39  |
|                        | Anna Saraceno                | 2 006   | 1,40  | CasaPound                       | 2 006   | 1,40  |
|                        | Gianfranco Amato             | 1 223   | 0,85  | Il Popolo della Famiglia        | 1 223   | 0,85  |
|                        | Daniele Bompan               | 727     | 0,51  | Potere al Popolo!               | 727     | 0,51  |
|                        | Maurizio Bernasconi          | 559     | 0,39  | Grande Nord                     | 559     | 0,39  |
|                        | Davide Longo                 | 414     | 0,29  | Per una Sinistra Rivoluzionaria | 414     | 0,29  |
|                        | Alessandro Ceccoli           | 329     | 0,23  | 10 Volte Meglio                 | 329     | 0,23  |
|                        | Giustino Massaro             | 297     | 0,21  | Partito Valore Umano            | 297     | 0,21  |
|                        | Sonia Demonti                | 120     | 0,08  | PRI - ALA                       | 120     | 0,08  |
|                        | Denis Riva                   | 110     | 0,08  | Blocco Nazionale per le Libertà | 110     | 0,08  |
| Totale                 | Totale                       | 143 393 | 100   |                                 | 143 393 | 100   |
|                        |                              |         |       |                                 |         |       |
| Voti non validi        | Voti non validi              | 4 790   | 3,23  |                                 |         |       |
| Votanti                | Votanti                      | 148 183 | 73,56 |                                 |         |       |
| Elettori               | Elettori                     | 201 442 |       |                                 |         |       |